# Jarnages
Jarnages est une commune française située dans le département de la Creuse, en région Nouvelle-Aquitaine.

## Géographie

### Généralités
D'une superficie de 9,17 km2, la commune de Jarnages est située dans la moitié nord du département de la Creuse, à 15 km de Gouzon, 20 km de Guéret et 50 km de Montluçon. Ces trois villes sont reliées à Jarnages par la route nationale 145, dont l'échangeur 45 se situe à trois kilomètres du centre du bourg, le long de la limite septentrionale de la commune. Jarnages est située à 30 km d'Aubusson par la route départementale (RD) 990, ancienne route nationale 690, qui forme la Grand Rue du bourg. La commune est également desservie par les RD 13, 65 et 81.
Jarnages ne possède pas de gare, mais se situe à une cinquantaine de kilomètres de la gare de La Souterraine à l'est et de celle de Montluçon-Ville à l'ouest, qui accueillent des lignes nationales. Cette dernière est plus facilement accessible en train, Jarnages se trouvant à 8 km de la gare de Parsac-Gouzon et 13 km de la gare de Busseau-sur-Creuse, sur la ligne de Montluçon à Saint-Sulpice-Laurière.
La commune s'élève selon un axe est-ouest, de son altitude minimale de 412 mètres, au nord-est, là ou le ruisseau de l'Étang Neuf quitte le territoire communal et entre sur celui de Parsac-Rimondeix, à son altitude maximale de 545 mètres, en limite de la commune de Pionnat, entre les lieux-dits Bois de Châteauvieux et Pierre Haute. L'altitude de référence au niveau de la mairie est de 480 mètres. Jarnages est baignée par quelques petits ruisseaux, notamment le ruisseau de Jarnages (ou ruisseau de Lavaud) qui alimente le lavoir et la station d'épuration par lagunage naturel et le ruisseau de l'Étang Neuf, tous deux affluents du Jarnagette qui se jette dans le Verraux, lui-même affluent de la Petite Creuse.
L'étang des Promenades est entouré d'une aire municipale pour camping-cars, d'une aire de jeux, et d'un court de tennis. La pêche à la truite fario et à la carpe y est ouverte de mars à septembre. L'Étang Neuf, plan d'eau le plus étendu de la commune avec plus de douze hectares, est un étang privé qui se trouve au lieu-dit du même nom.

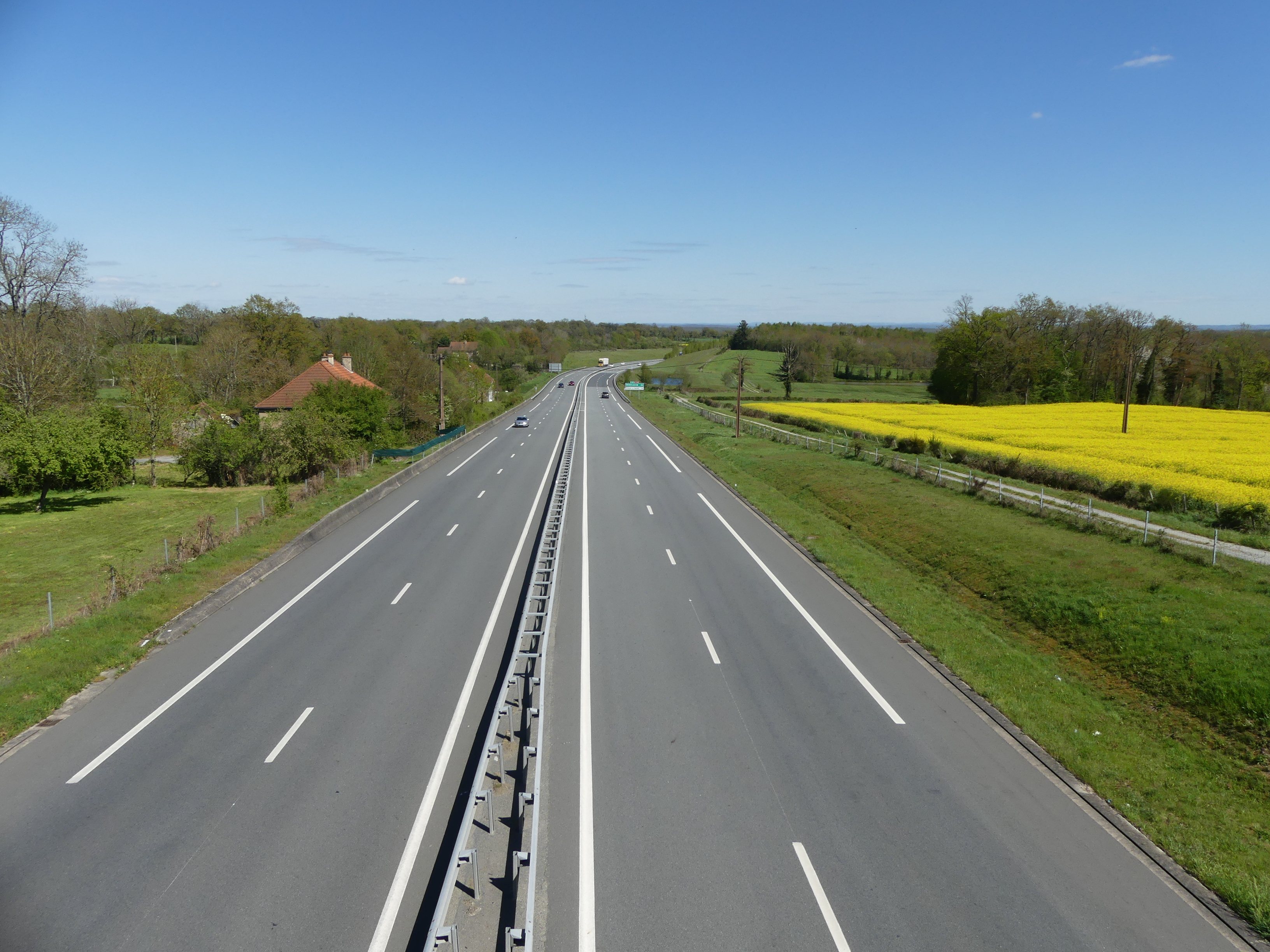
La route nationale 145 au lieu-dit la Maison Rouge.
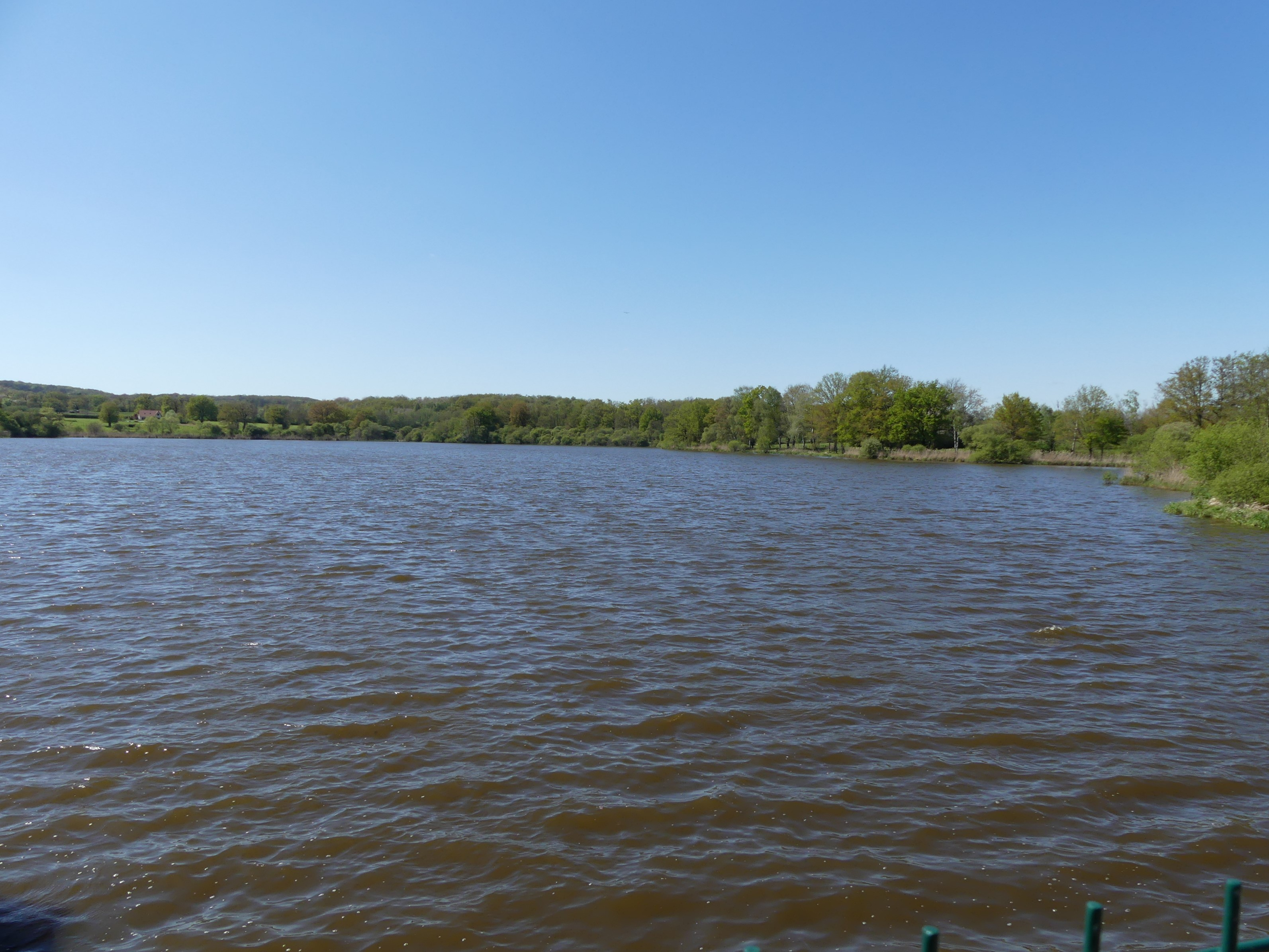
L'étang Neuf.

### Communes limitrophes
Jarnages est limitrophe de cinq autres communes.
|         | Ladapeyre |                  |
| Pionnat | Jarnages  | Parsac-Rimondeix |
|         | Vigeville | Cressat          |

### Climat
Pour des articles plus généraux, voir Climat de la Nouvelle-Aquitaine et Climat de la Creuse.
En 2010, le climat de la commune est de type climat des marges montargnardes, selon une étude s'appuyant sur une série de données couvrant la période 1971-2000. En 2020, Météo-France publie une typologie des climats de la France métropolitaine dans laquelle la commune est exposée à un climat de montagne ou de marges de montagne et est dans la région climatique Ouest et nord-ouest du Massif Central, caractérisée par une pluviométrie annuelle de 900 à 1 500 mm, maximale en automne et en hiver.
Pour la période 1971-2000, la température annuelle moyenne est de 10,3 °C, avec  une amplitude thermique annuelle de 15,2 °C. Le cumul annuel moyen de précipitations est de 992 mm, avec 12,6 jours de précipitations en janvier et 7,9 jours en juillet. Pour la période 1991-2020, la température moyenne annuelle observée sur la station météorologique la plus proche, située sur la commune de Guéret à 17 km à vol d'oiseau, est de 11,3 °C et le cumul annuel moyen de précipitations est de 1 103,0 mm. Pour l'avenir, les paramètres climatiques de la commune estimés pour 2050 selon différents scénarios d’émission de gaz à effet de serre sont consultables sur un site dédié publié par Météo-France en novembre 2022.

## Urbanisme

### Typologie
Au 1er janvier 2024, Jarnages est catégorisée commune rurale à habitat dispersé, selon la nouvelle grille communale de densité à 7 niveaux définie par l'Insee en 2022.
Elle est située hors unité urbaine. Par ailleurs la commune fait partie de l'aire d'attraction de Guéret, dont elle est une commune de la couronne,. Cette aire, qui regroupe 72 communes, est catégorisée dans les aires de moins de 50 000 habitants,.

### Occupation des sols
L'occupation des sols de la commune, telle qu'elle ressort de la base de données européenne d’occupation biophysique des sols Corine Land Cover (CLC), est marquée par l'importance des territoires agricoles (83,2 % en 2018), en augmentation par rapport à 1990 (78,8 %). La répartition détaillée en 2018 est la suivante : 
prairies (56,5 %), zones agricoles hétérogènes (25,6 %), forêts (11,4 %), zones urbanisées (2,8 %), zones industrielles ou commerciales et réseaux de communication (2,6 %), terres arables (1,1 %). L'évolution de l’occupation des sols de la commune et de ses infrastructures peut être observée sur les différentes représentations cartographiques du territoire : la carte de Cassini (XVIIIe siècle), la carte d'état-major (1820-1866) et les cartes ou photos aériennes de l'IGN pour la période actuelle (1950 à aujourd'hui).

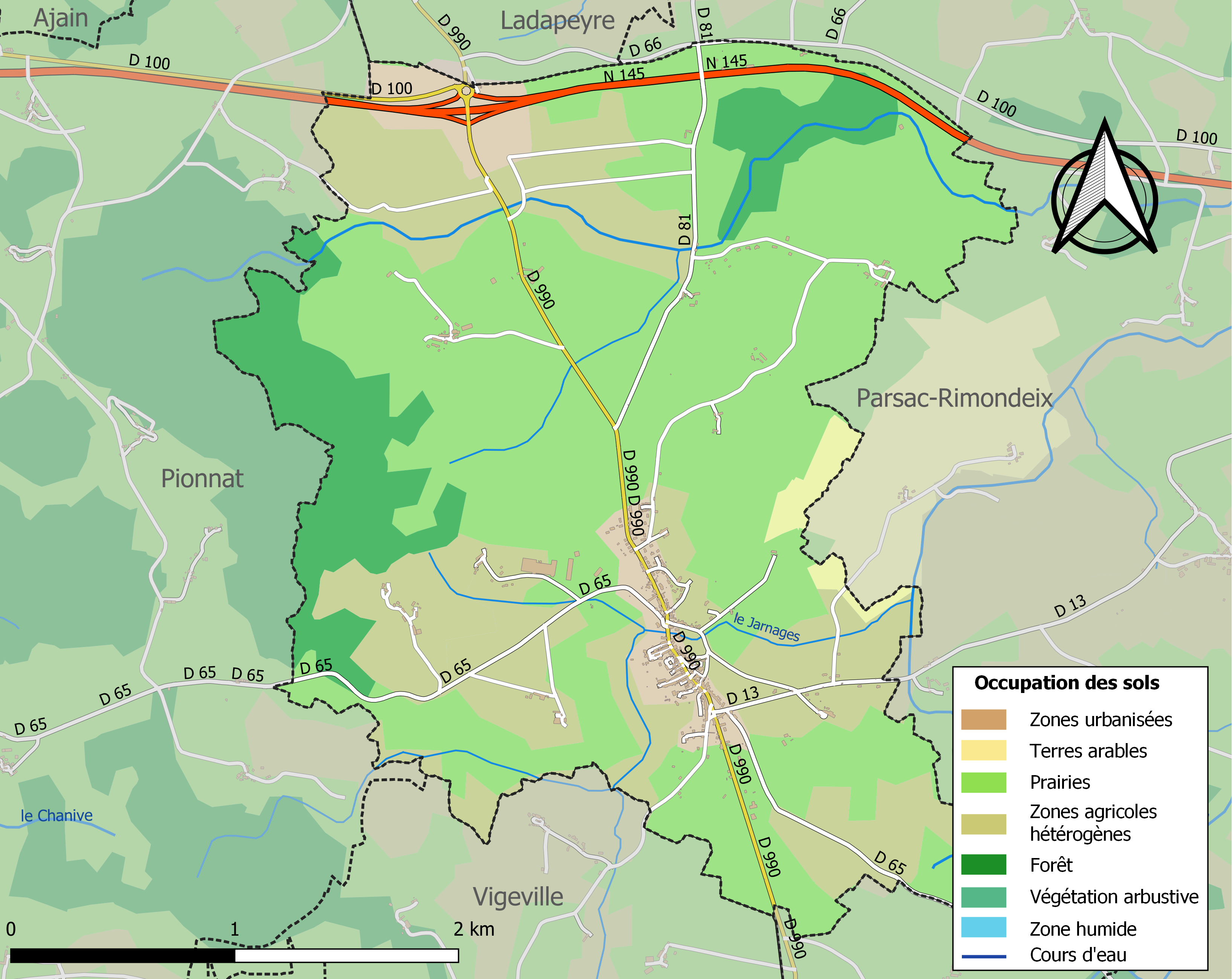
Carte des infrastructures et de l'occupation des sols de la commune en 2018 (CLC).

### Transports en commun
- Réseau TransCreuse

### Risques majeurs
Le territoire de la commune de Jarnages est vulnérable à différents aléas naturels : météorologiques (tempête, orage, neige, grand froid, canicule ou sécheresse) et séisme (sismicité faible). Il est également exposé à un risque particulier : le risque de radon. Un site publié par le BRGM permet d'évaluer simplement et rapidement les risques d'un bien localisé soit par son adresse soit par le numéro de sa parcelle.

#### Risques naturels

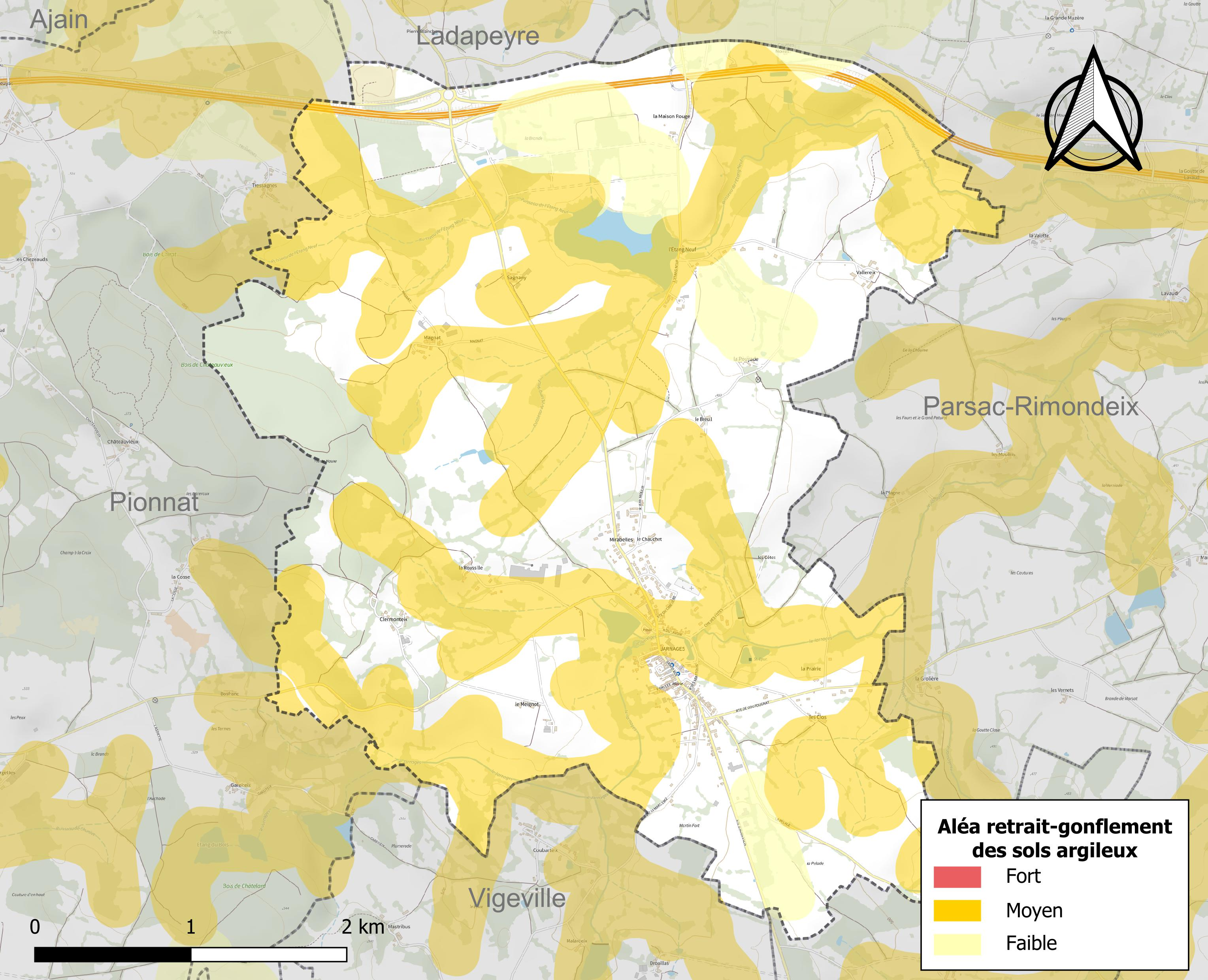
Carte des zones d'aléa retrait-gonflement des sols argileux de Jarnages.

Le retrait-gonflement des sols argileux est susceptible d'engendrer des dommages importants aux bâtiments en cas d’alternance de périodes de sécheresse et de pluie. 49,3 % de la superficie communale est en aléa moyen ou fort (33,6 % au niveau départemental et 48,5 % au niveau national). Sur les 272 bâtiments dénombrés sur la commune en 2019, 77 sont en aléa moyen ou fort, soit 28 %, à comparer aux 25 % au niveau départemental et 54 % au niveau national. Une cartographie de l'exposition du territoire national au retrait gonflement des sols argileux est disponible sur le site du BRGM,.
Par ailleurs, afin de mieux appréhender le risque d’affaissement de terrain, l'inventaire national des cavités souterraines permet de localiser celles situées sur la commune.
La commune a été reconnue en état de catastrophe naturelle au titre des dommages causés par les inondations et coulées de boue survenues en 1982 et 1999. Concernant les mouvements de terrains, la commune a été reconnue en état de catastrophe naturelle au titre des dommages causés par des mouvements de terrain en 1999.

#### Risque particulier
Dans plusieurs parties du territoire national, le radon, accumulé dans certains logements ou autres locaux, peut constituer une source significative d’exposition de la population aux rayonnements ionisants. Certaines communes du département sont concernées par le risque radon à un niveau plus ou moins élevé. Selon la classification de 2018, la commune de Jarnages est classée en zone 3, à savoir zone à potentiel radon significatif.

## Toponymie
Comme de nombreux toponymes limousins, celui de Jarnages provient d'un ancien toponyme terminant par -acus ou -acum, latinisations du suffixe gaulois -acos, qui désigne un terroir agricole ou un domaine. Les graphies anciennes, Garnaga ou Garnaja, renvoient à un nom germanique, Garno, plutôt qu'à un nom latin. Jarnages aurait donc été fondée à l'époque franque plutôt qu'à l'époque romaine, même si faute de sources solides, il est difficile d'établir une chronologie certaine.
En occitan, Jarnages est connue sous le nom de Jarnaja. Le « s » final n'apparaît qu'au XVIe siècle, mais la graphie Jarnage reste courante jusqu'au début du XXe siècle. Les habitants de Jarnages sont désignés par le gentilé de « Jarnageau » et « Jarnagelle », conforme à l'étymologie et largement employé, mais le gentilé « Jarnageois » et « Jarnageoise » est de plus en plus courant.

## Histoire
L'histoire de Jarnages remonte à l'époque du Moyen Âge lorsque la ville fut fortifiée en 1434.
Au XVe siècle, la ville devient une Châtellenie, ne dépendant plus de la ville d'Ahun. La châtellenie de Jarnages et les alentours sont échangées en 1686 contre la seigneurie de Saint-Cyr.
En 1785, Jarnages est incendiée et la rue brulée est nommée en mémoire de cette catastrophe.

## Économie

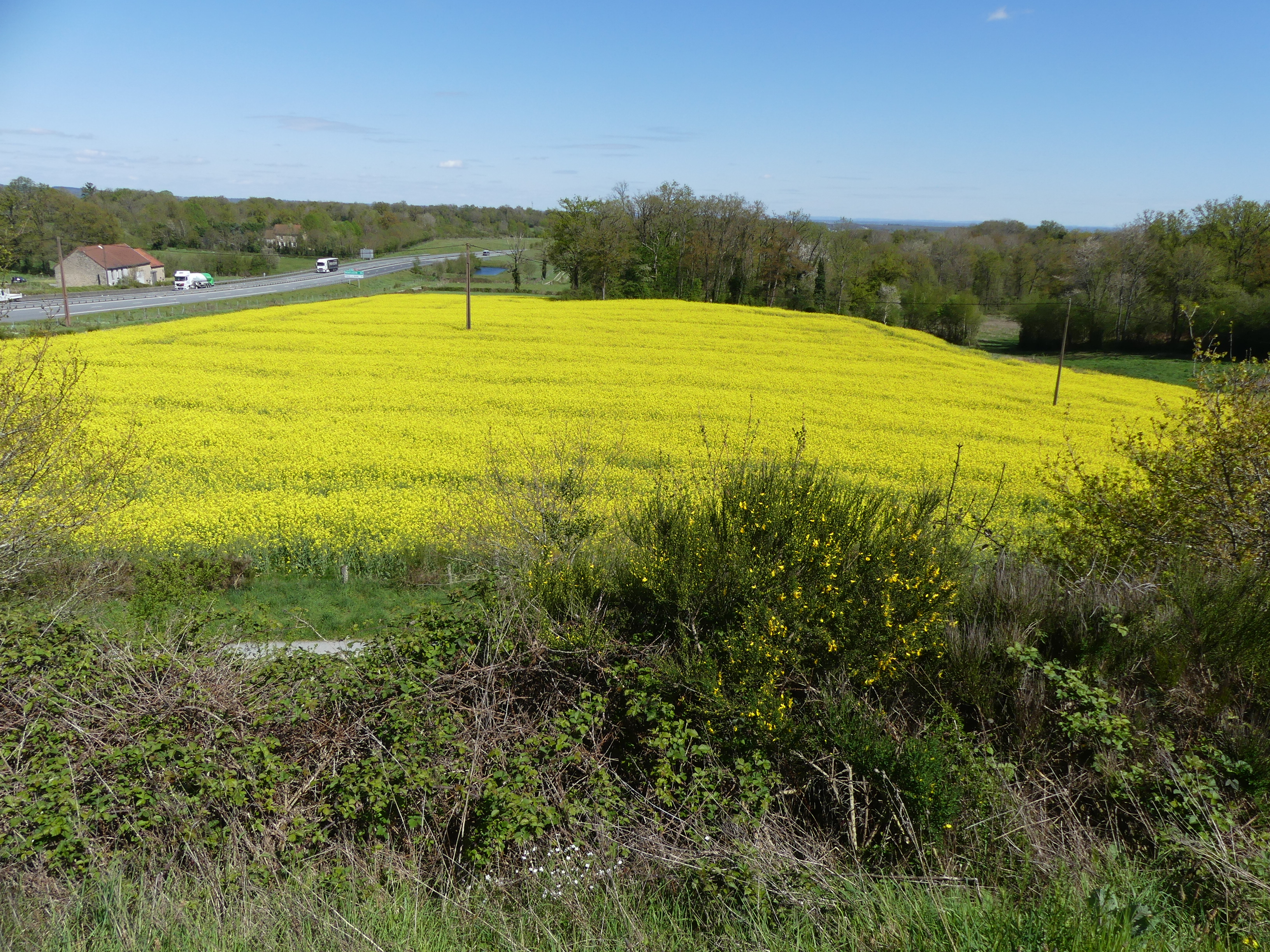
Champ de colza au lieu-dit la Maison Rouge.

## Politique et administration

### Liste des maires

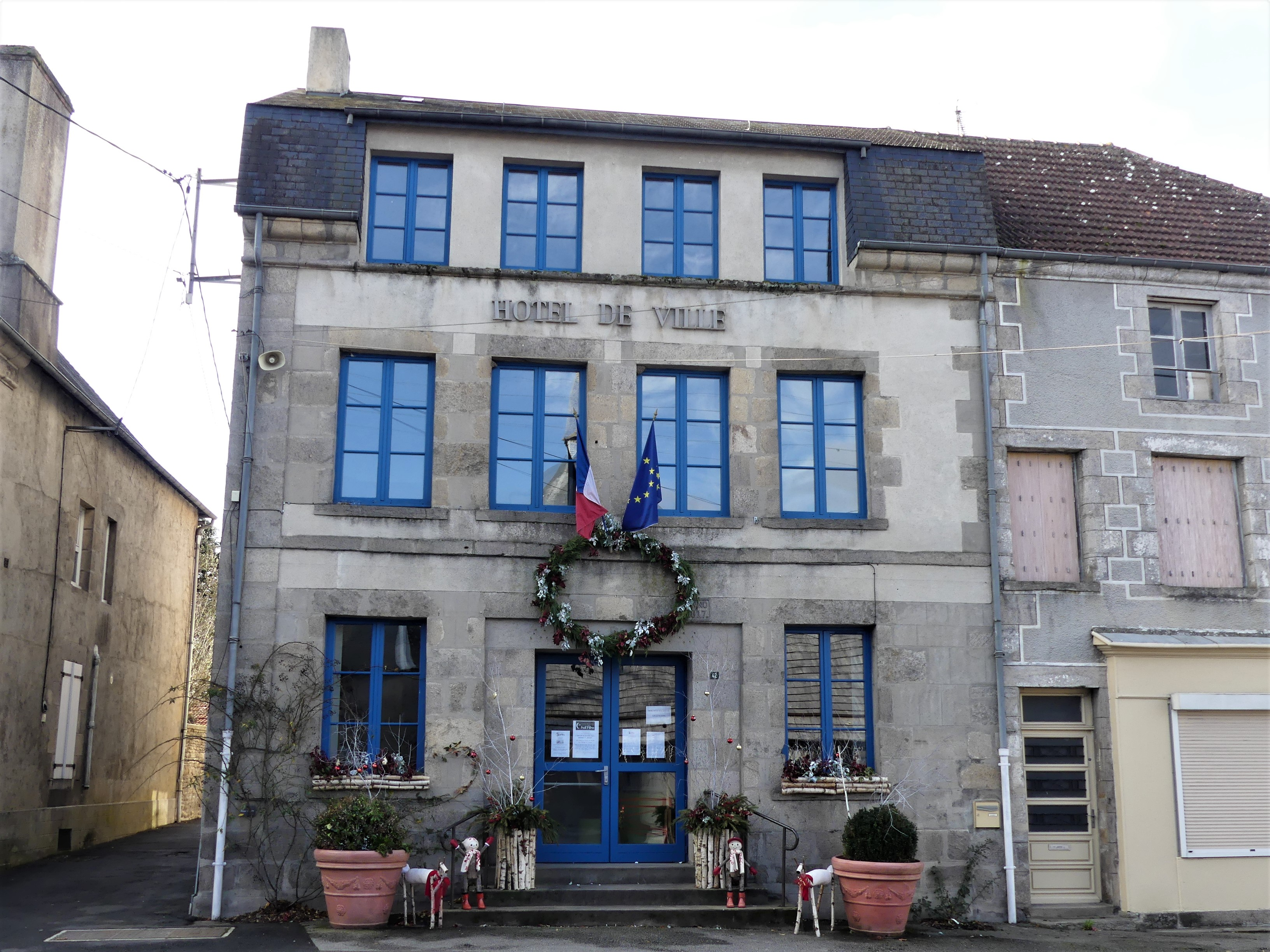
L'hôtel de ville en 2020.

| Période                                  | Période  | Identité         | Étiquette         | Qualité                                                            |
| ---------------------------------------- | -------- | ---------------- | ----------------- | ------------------------------------------------------------------ |
| Les données manquantes sont à compléter. |          |                  |                   |                                                                    |
|                                          |          |                  |                   |                                                                    |
|                                          | 2001     | André Gayaud     | SE                |                                                                    |
| mars 2001 (réélu en mai 2020)            | En cours | Vincent Turpinat | UMP-LR puis LaREM | Fonctionnaire député-suppléant de Jean-Baptiste Moreau (2017-2022) |

## Démographie
L'évolution du nombre d'habitants est connue à travers les recensements de la population effectués dans la commune depuis 1793. Pour les communes de moins de 10 000 habitants, une enquête de recensement portant sur toute la population est réalisée tous les cinq ans, les populations de référence des années intermédiaires étant quant à elles estimées par interpolation ou extrapolation. Pour la commune, le premier recensement exhaustif entrant dans le cadre du nouveau dispositif a été réalisé en 2007.

En 2022, la commune comptait 477 habitants, en évolution de +1,49 % par rapport à 2016 (Creuse : −3,32 %, France hors Mayotte : +2,11 %).
| 1793 | 1800 | 1806 | 1821 | 1831 | 1836 | 1841 | 1846 | 1851 |
| ---- | ---- | ---- | ---- | ---- | ---- | ---- | ---- | ---- |
| 548  | 727  | 733  | 803  | 845  | 880  | 881  | 897  | 891  |

| 1856 | 1861 | 1866 | 1872 | 1876 | 1881 | 1886 | 1891 | 1896 |
| ---- | ---- | ---- | ---- | ---- | ---- | ---- | ---- | ---- |
| 832  | 780  | 816  | 775  | 754  | 772  | 853  | 835  | 785  |

| 1901 | 1906 | 1911 | 1921 | 1926 | 1931 | 1936 | 1946 | 1954 |
| ---- | ---- | ---- | ---- | ---- | ---- | ---- | ---- | ---- |
| 768  | 710  | 707  | 677  | 651  | 605  | 643  | 585  | 551  |

| 1962 | 1968 | 1975 | 1982 | 1990 | 1999 | 2006 | 2007 | 2012 |
| ---- | ---- | ---- | ---- | ---- | ---- | ---- | ---- | ---- |
| 505  | 512  | 473  | 470  | 449  | 408  | 494  | 506  | 501  |

| 2017 | 2022 | - | - | - | - | - | - | - |
| ---- | ---- | - | - | - | - | - | - | - |
| 452  | 477  | - | - | - | - | - | - | - |

## Culture locale et patrimoine
Les Jarnageaux sont parfois désignés comme les « Belges creusois », à cause de leurs « bancs pour s'asseoir », de leur « lavoir pour femmes publiques », ou encore de leur « cimetière réservé aux morts vivant sur la commune ». Parmi les nombreuses « histoires de Jarnages », qui attestent moins d'une réalité historique que d'un certain dédain pour cet ancien chef-lieu de canton, deux sont passées à la postérité.
La première, celle du canon de bois, a donné son nom à l'amicale sportive et une rue de la commune. Pendant la guerre de Cent Ans, Jarnages fut assiégée par les Anglais, dit une histoire. Lorsque les vivres vinrent à manquer, un habitant proposa de profiter de la nuit pour disposer des troncs d'arbre sur la muraille, espérant que les Anglais les prendraient pour des canons. Ce qu'ils firent, et ils levèrent le siège. En l'honneur de cet épisode, deux canons de bois furent fabriqués… et détruits lorsqu'ils furent remplis de poudre lors des festivités de la Saint-Michel.
Un autre canon de bois aurait été tourné vers le clocher de Gouzon, pour affirmer la suprématie de Jarnages sur le canton. Bourré de beurre, d'œufs pourris et de fromage blanc, il n'aurait touché le clocher qu'au troisième ou quatrième essai, après avoir fauché celui de Toulx-Sainte-Croix (ce qui expliquerait qu'il soit séparé de la nef) et celui de Lamaids (à 35 kilomètres !). « La ville de Jarnages est connue dans toute la France pour ses canons de bois et autres facéties », peut-on lire chez Maurice Favone, et une réplique est exposée à la salle polyvalente de Jarnages.
L'autre fameuse « histoire de Jarnages » est celle de cette taupe dont les taupinières menaçait la réputation du grand foirail. Après l'avoir capturée, le conseil municipal réfléchit à une punition à la hauteur de ses crimes : la mort d'un coup de fusil, l'ébouillantage, la pendaison par le nez. Le maire proposera finalement… de l'enterrer vivante. De nombreuses variantes existent, mais toutes finissent sur cette conclusion absurde.
« Le maire m'a appelé : "bête maudite" », dit la taupe selon un texte du docteur Queyrat, « mais bête je crois que les habitants de Jarnages le sont plus que moi ! » La Taupinière d'Alzire, construite dans l'ancienne maison Lemarchand, derrière le foirail, tient son nom de cette histoire. La Taupinière, qui accueille des expositions et d'autres manifestations culturelles, fait désormais vivre ce folklore local.

### Lieux et monuments
- L'église Saint-Michel, église romane du XIIe siècle au plan en croix grecque, reprise au XIVe siècle. Le portail nord date du XVe siècle, le portail ouest proviendrait du monastère des Célestins des Ternes, détruit à la fin du XVIIIe siècle. Ouverte au public et classée au titre des monuments historiques en 1930[30], on peut notamment y voir des tableaux des XVIIe et XVIIIe siècles.
- La fontaine des Saints-Innocents, près de l'église, taillée dans un bloc massif de granite.
- Le puits, sur la place du Marché, avec une margelle en granite d'un tenant et un treuil en fer forgé. Datant du XVIe siècle, il est classé au titre des Monuments historiques en 1928[31].
- Le lavoir, de dimensions remarquables.
- Les restes des murailles du bourg, près de l'église et de l'ancien castel, aujourd'hui une propriété privée.

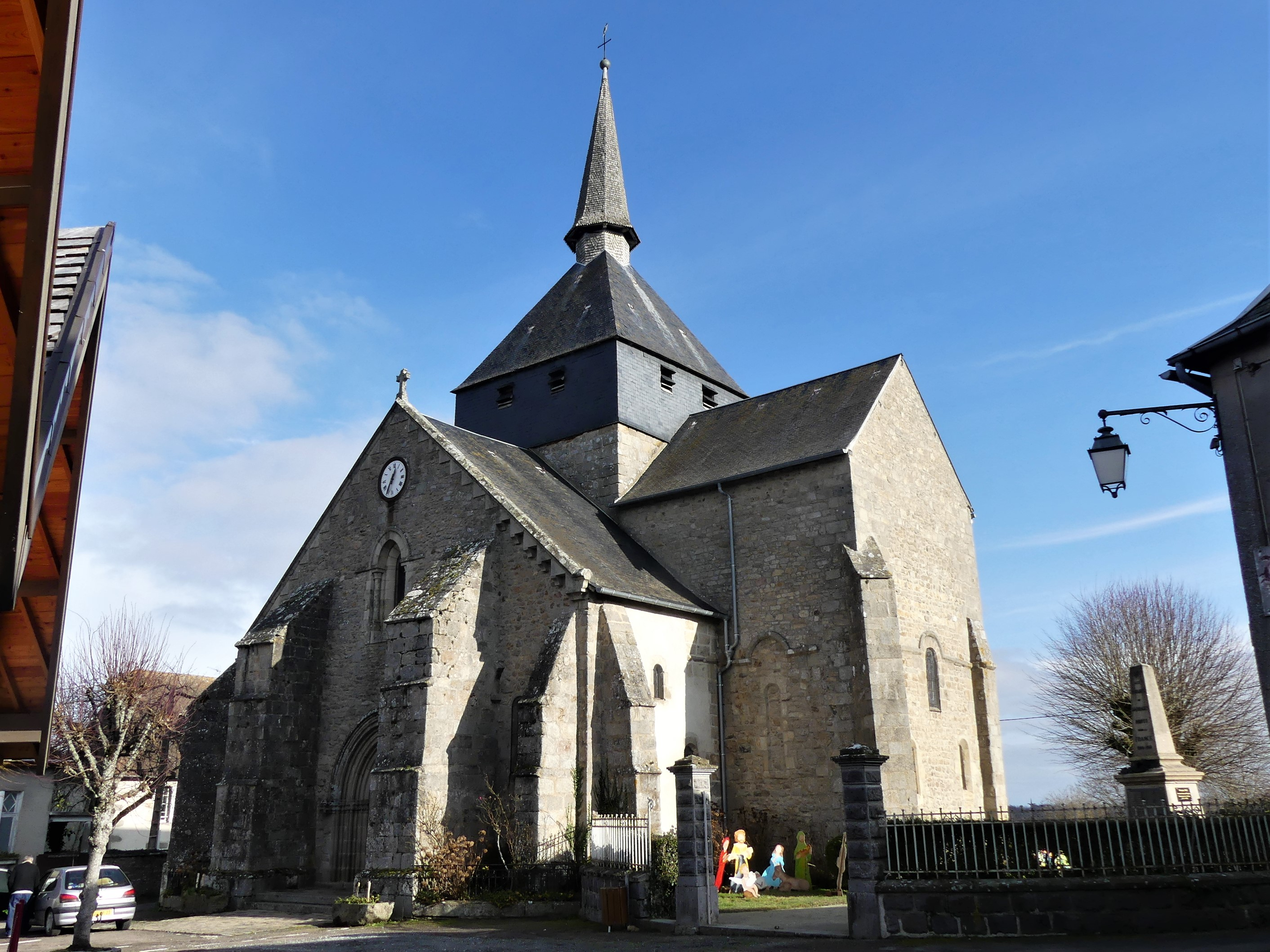
L'église Saint-Michel.
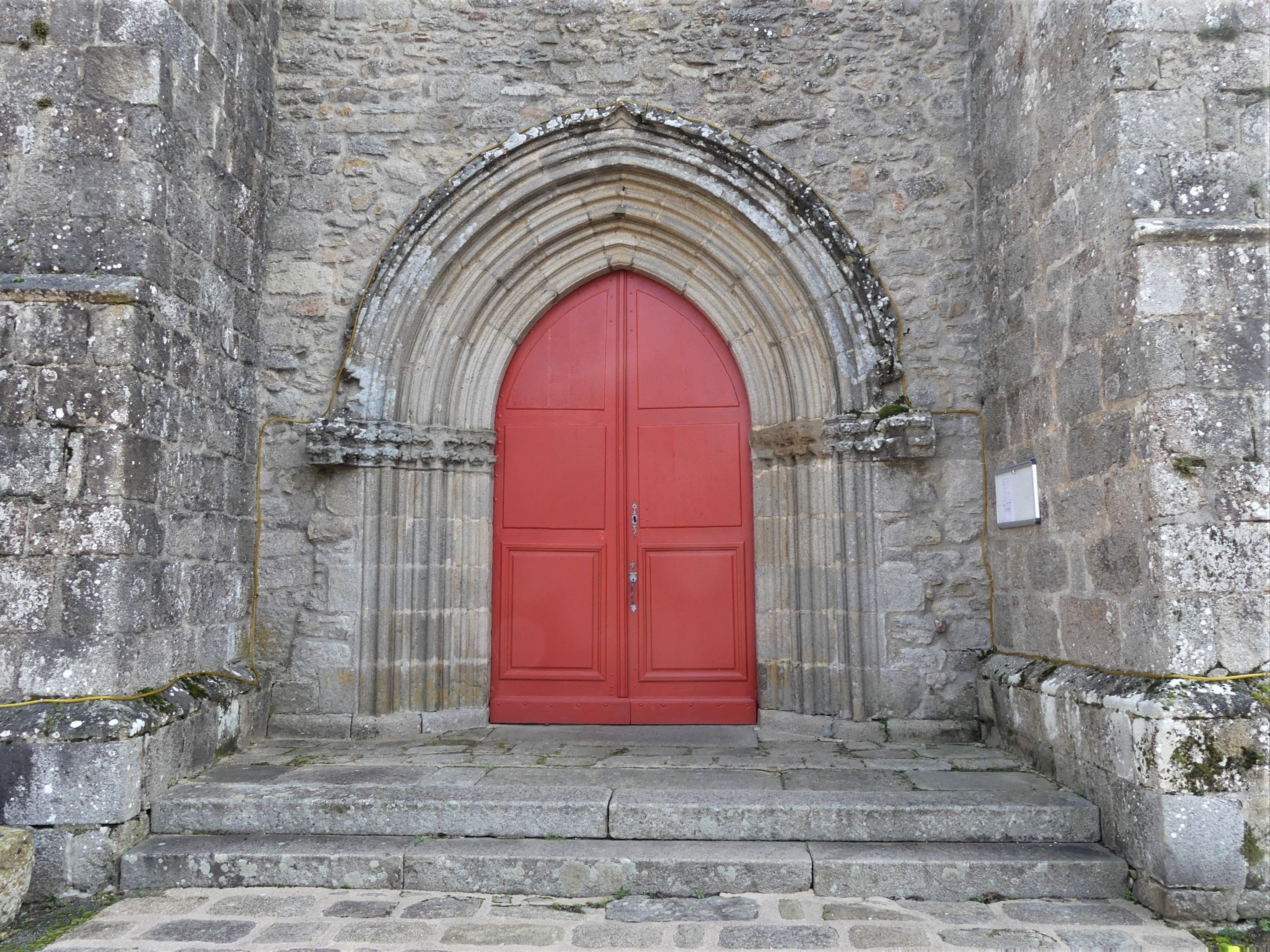
Le portail ouest.
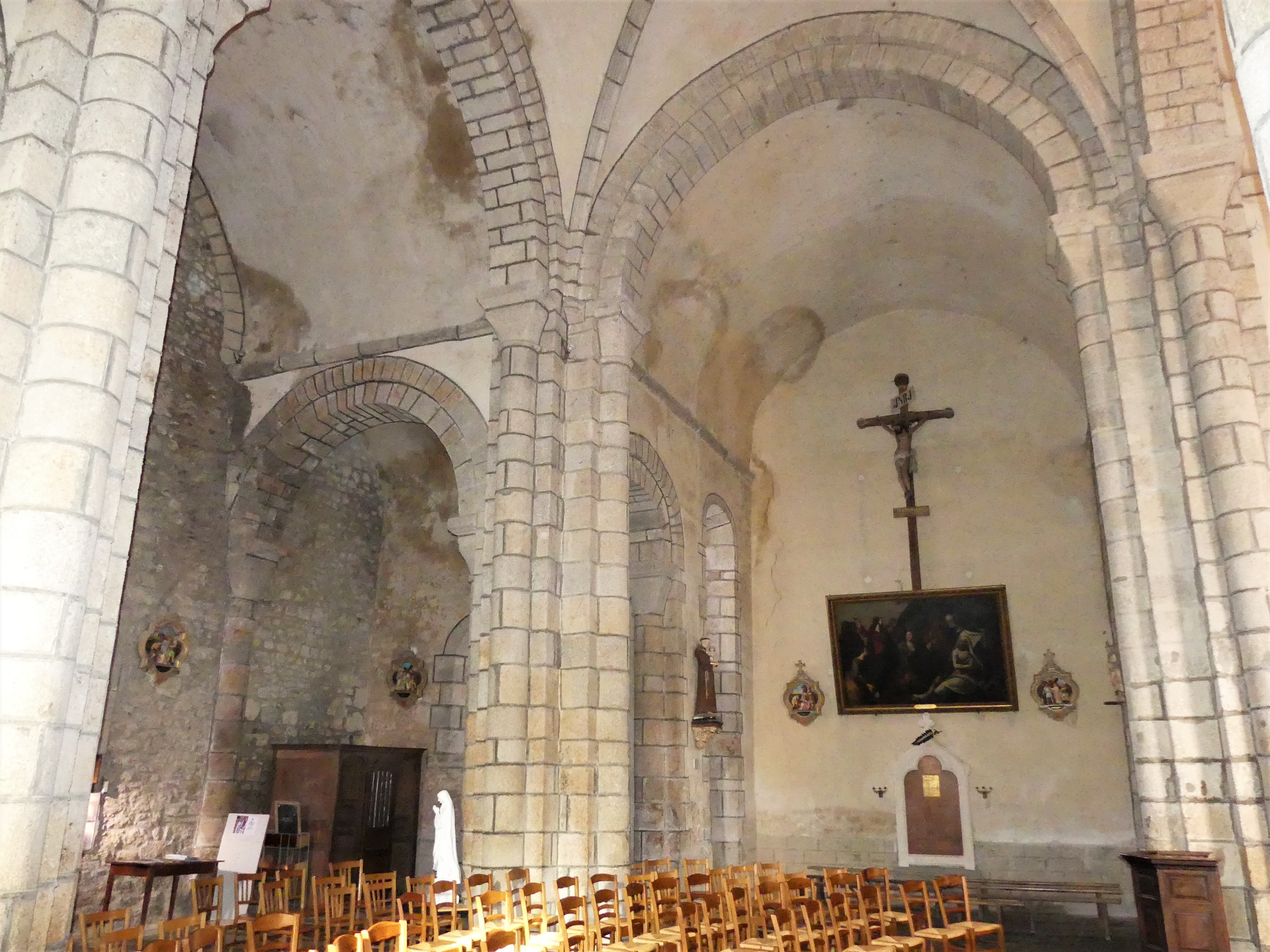
Vue vers le transept nord.
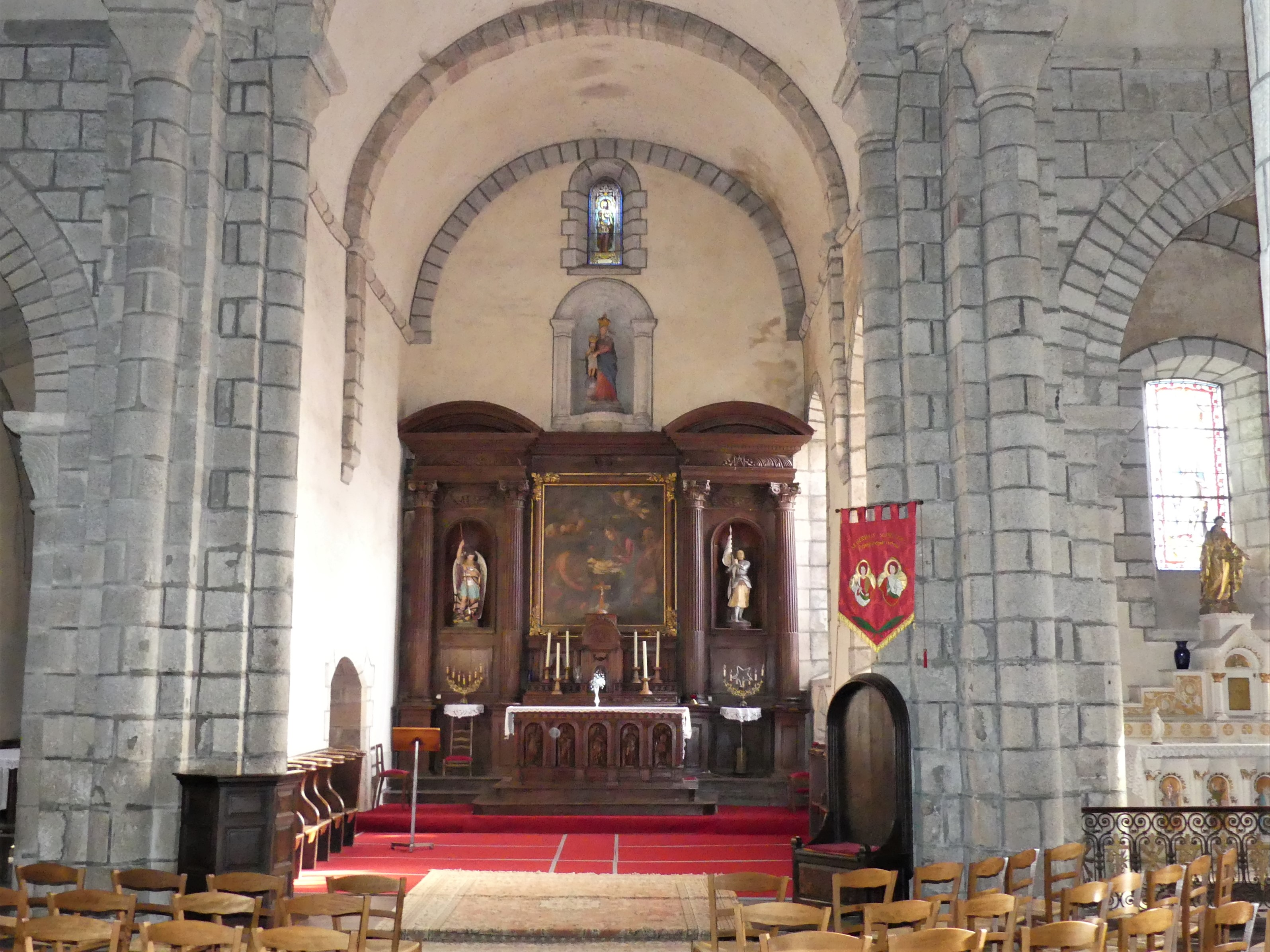
Le chœur.
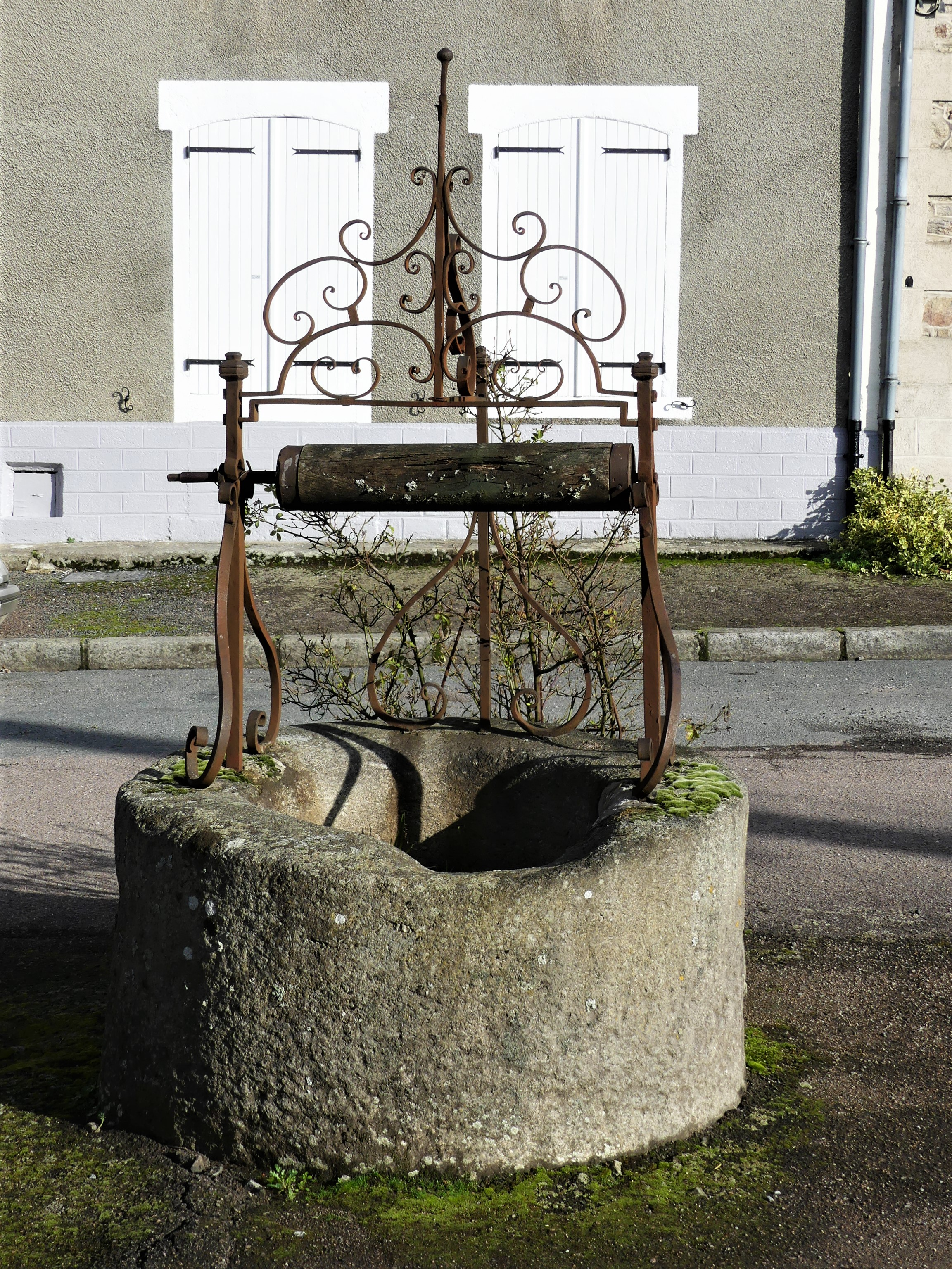
Le puits de la place du Marché.
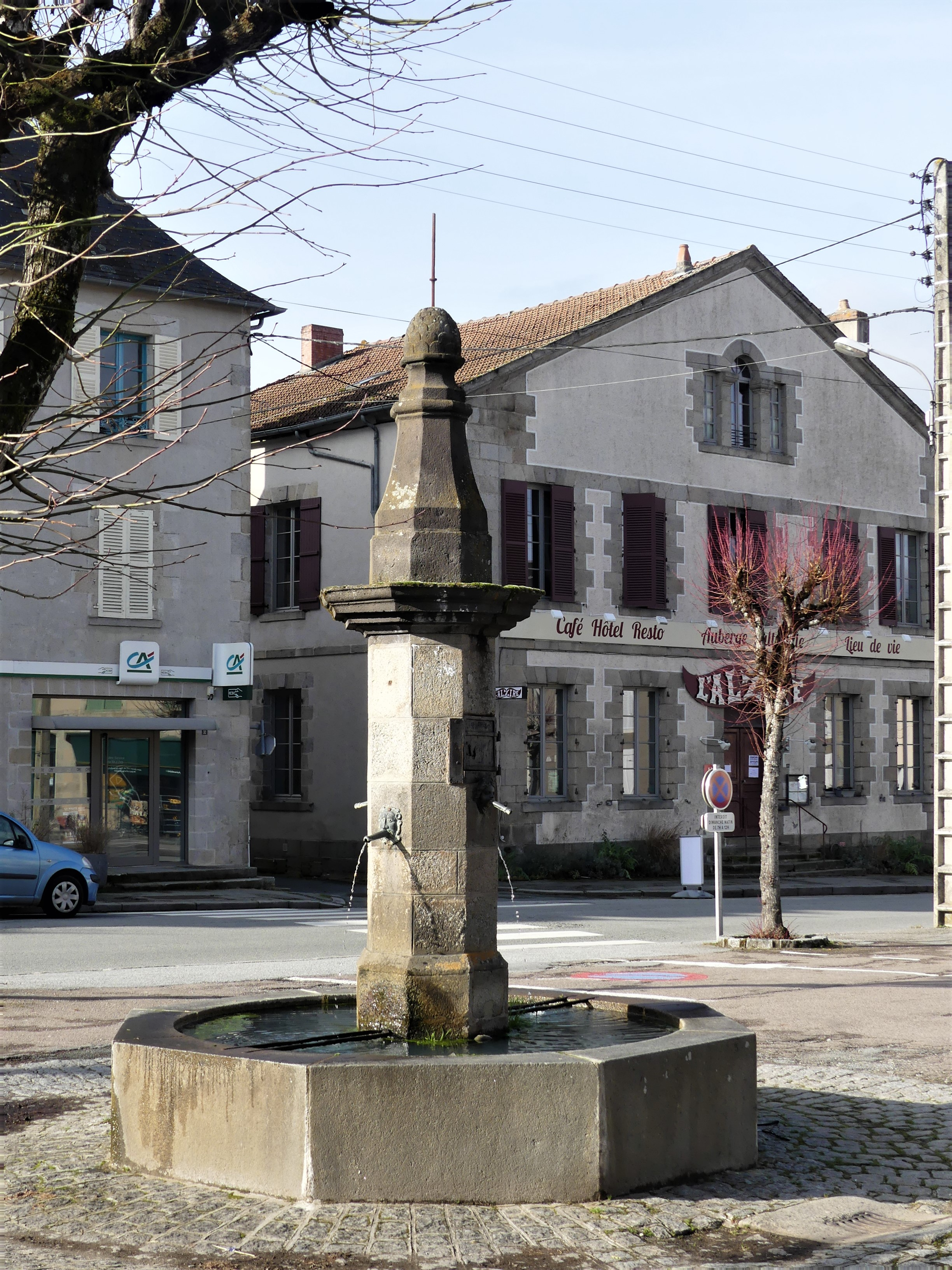
La fontaine des Saints-Innocents.
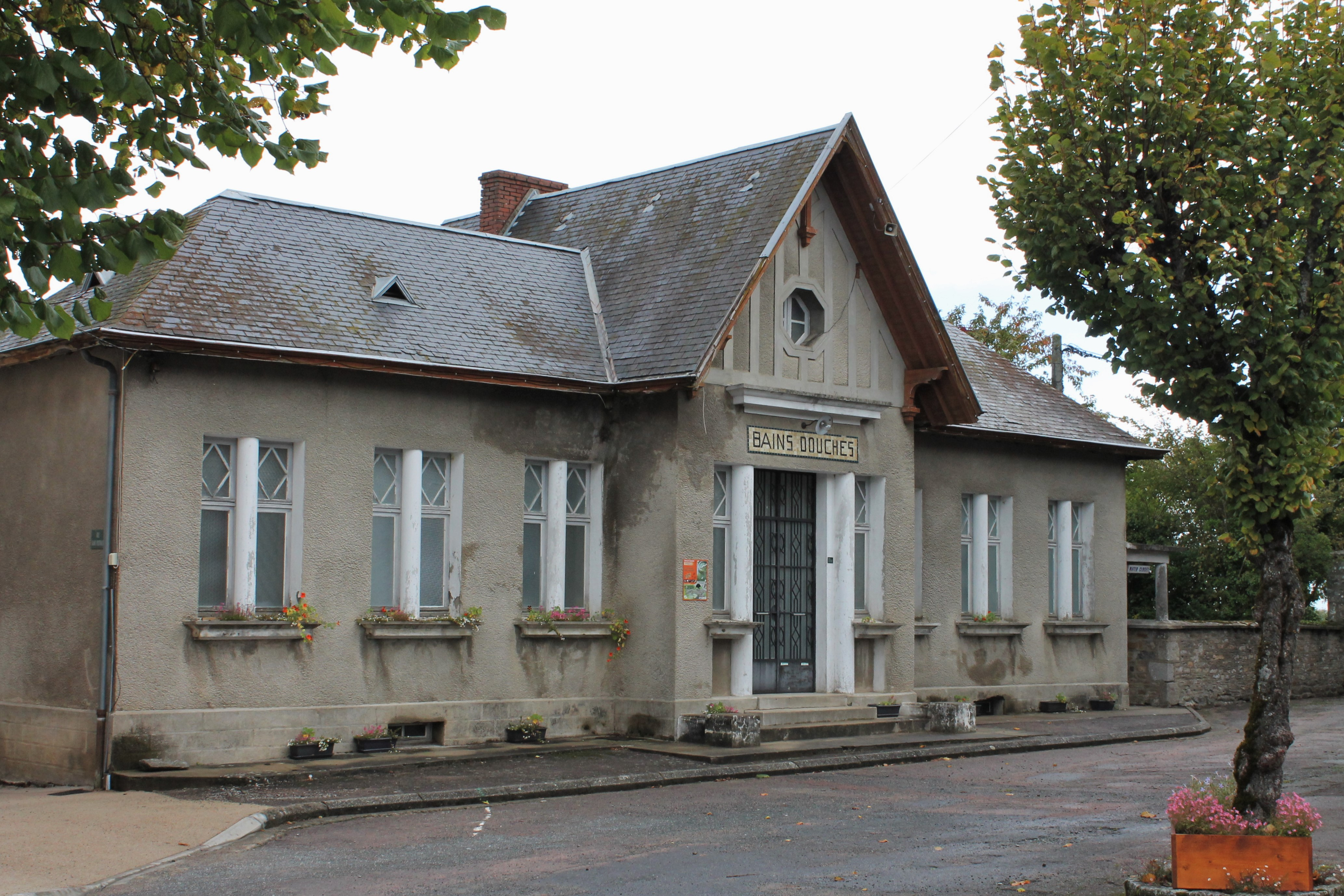
Le bâtiment des bains-douches.
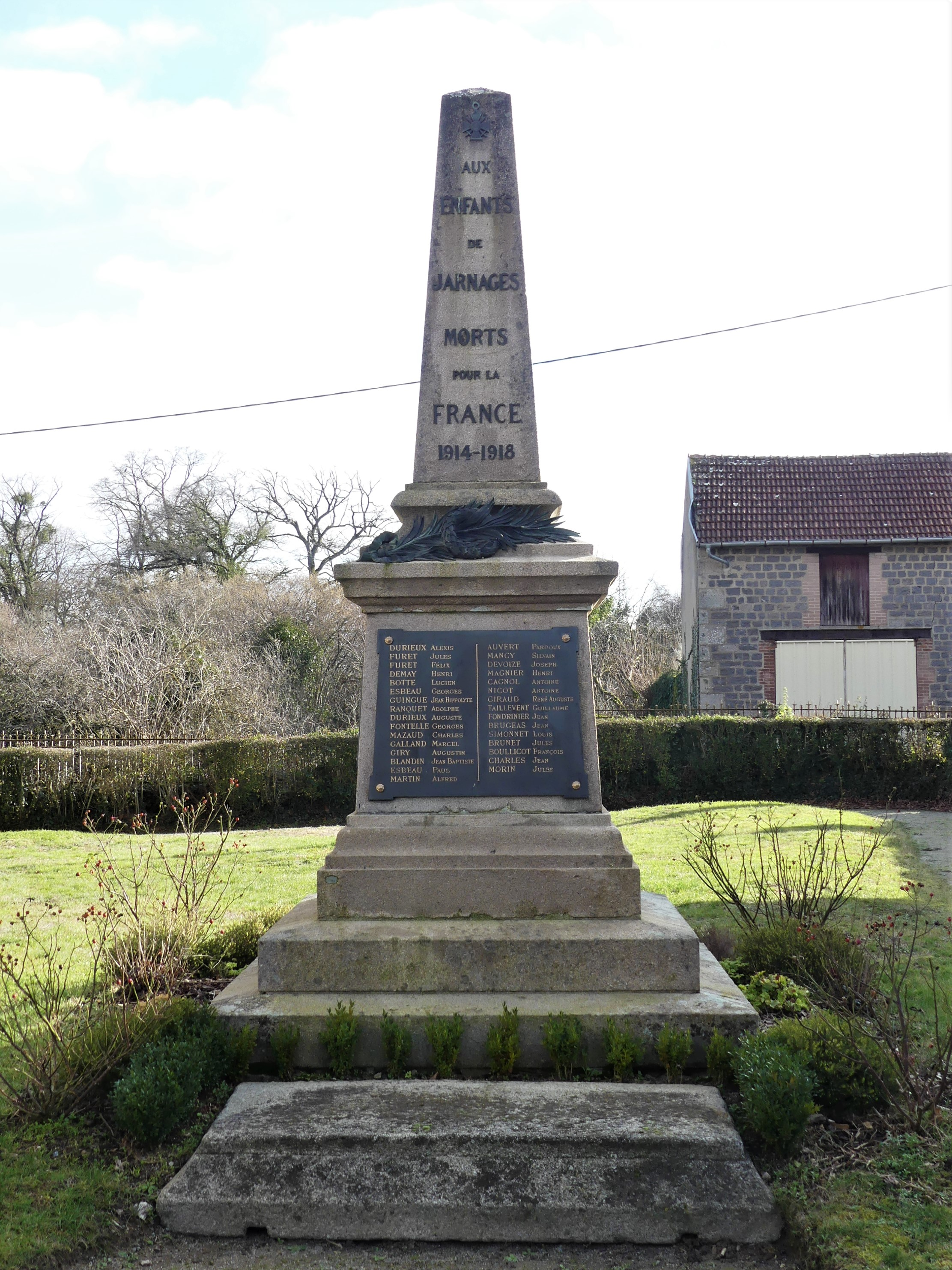
Le monument aux morts.

### Personnalités liées à la commune
- Jehan Taradon et Marguerite Villedo, lui compagnon maçon et elle sœur de Michel Villedo, maçon de la Creuse devenu conseiller et architecte des bâtiments du roi Louis XIV, se marient le 7 février 1630 à Jarnages. Ce sont les parents de Jacques Tarade, ingénieur militaire qui collabora avec Vauban à la réalisation de la place de Strasbourg et des fortifications de Brisach.
- Jean Auclair, charron, artisan de la révolution française de 1848.

### Héraldique
| Blason de Jarnages | Blason  | De sinople au jars contourné d'argent nageant sur une rivière du même mouvant de la pointe, surmonté d'un soleil non figuré d'or. |
| Blason de Jarnages | Détails | Armes parlantes. Le statut officiel du blason reste à déterminer.                                                                 |